# Rubén Sellés
Rubén Sellés Salvador (Valencia, 15 juni 1983) is een Spaans voetbalcoach.

## Trainerscarrière

### Beginjaren
Sellés heeft een masterdiploma in sport en fysiologie van de Universitat de València en behaalde op 25-jarige leeftijd zijn UEFA Pro-diploma. Daarna deed hij ervaring op bij verschillende clubs in Griekenland, Spanje, Rusland, Azerbeidzjan, Noorwegen en Denemarken. Als assistent-trainer diende hij onder coaches als Gurban Gurbanov, David Nielsen en Jess Thorup.

### Southampton FC
In de zomer van 2022 ging Sellés bij de Engelse eersteklasser Southampton FC aan de slag als assistent van hoofdtrainer Ralph Hasenhüttl. Op 7 november 2022 werd Hasenhüttl ontslagen als trainer van Southampton, dat na veertien competitiewedstrijden amper twaalf punten telde en daarmee op een achttiende plaats stond. Twee dagen later stond Sellés aan het roer tijdens de League Cup-wedstrijd tegen derdeklasser Sheffield Wednesday FC, die Southampton na strafschoppen won. Nog eens een dag later werd Nathan Jones aangekondigd als de opvolger van Hasenhüttl.
Onder Jones verging het Southampton niet veel beter: in de League Cup stroomden The Saints evenwel door tot in de halve finale, maar in de competitie sprokkelde Jones slechts 3 op 24. Onder Jones was Southampton naar de laatste plaats weggegleden, waarop de Welshman na nog geen 100 dagen ontslagen werd. Op 18 februari 2023 leidde Sellés zijn club als interim-trainer naar een verrassende 0-1-zege tegen het weliswaar zwalpende Chelsea FC.
Op 24 februari 2023 kreeg Sellés tot het einde van het seizoen zijn kans als hoofdtrainer van Southampton, dat ondanks de zege op Chelsea nog steeds laatste stond met nog vijftien competitiewedstrijden te gaan. Sellés startte zijn hoofdtrainersschap met een 1-0-nederlaag tegen Leeds United en een 1-2-nederlaag tegen Grimsby Town in de FA Cup. Vervolgens volgde op 4 maart 2023 een 1-0-zege tegen Leicester City, waardoor Southampton AFC Bournemouth (dat op dezelfde dag met 3-2 verloor van Arsenal FC) bijbeende. Het zorgde evenwel niet voor een ommekeer, want Southampton sprokkelde na die vijfde seizoenszege slechts 3 op 33. Na de 0-2-nederlaag tegen Fulham FC op 13 mei 2023 was Southampton met nog twee speeldagen te gaan zeker van de degradatie. Drie dagen na de 3-1-nederlaag tegen Brighton & Hove Albion op 21 mei 2023 raakte bekend dat Sellés op het einde van het seizoen de club zou verlaten.
1 McCarthy ·
2 Walker-Peters ·
3 Manning ·
4 Downes ·
5 Stephens ·
6 Harwood-Bellis ·
7 Aribo ·
8 Smallbone ·
9 Armstrong ·
10 Lallana ·
11 Stewart ·
12 Edwards ·
13 Lumley ·
14 Bree ·
15 Wood ·
16 Sugawara ·
17 Brereton Díaz ·
18 Fernandes ·
19 Archer ·
20 Sulemana ·
21 Taylor ·
22 Alcaraz ·
23 Edozie ·
24 Charles ·
26 Ugochukwu ·
27 Amo-Ameyaw ·
28 Larios ·
31 Bazunu ·
32 Onuachu ·
33 Dibling ·
35 Bednarek ·
37 Bella-Kotchap ·
Coach: Martin